# Sokolík

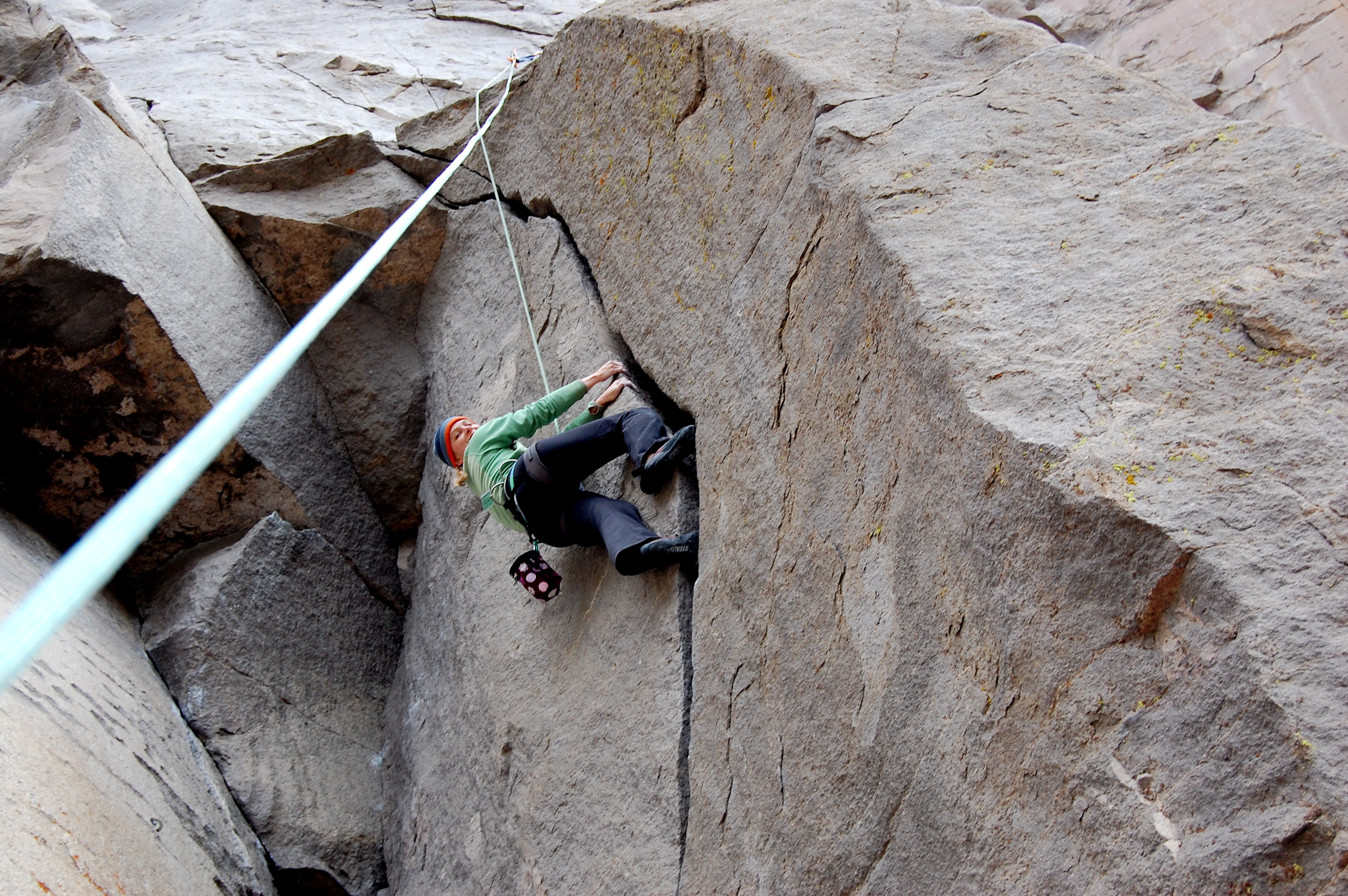
Horolezkyně postupuje sokolíkem. Drží se za ostrý okraj spáry a nohama se vzpírá proti druhému okraji

Sokolík je horolezecká technika, při které se používá tahu rukama za chyty nebo okraj spáry proti nohám, které jsou opřené o protilehlou stěnu zpravidla beze stupů, jen na tření. Tímto způsobem lze lézt spáry s dostatečně ostrým okrajem, hlavně koutové, ale i kouty beze spár, pokud jsou kolem nich vhodné chyty, na sokola lze lézt i některé části stěn. Sokolík je technika zpravidla hodně namáhavá, jak je reflektováno pořekadlem: Máš-li v rukou sílu vola, vem to rychle na sokola a nebo Máš-li sílu býka, můžeš lézt i sokolíka. Mezi známé sokolíky patří v Česku například Fifanův sokolík, v Saských pískovcích Naumannhangel na Hoher Torstein v oblasti Schrammsteine, Augustinhangel na Herringstein v oblasti Kleiner Zschand, nebo Königshangel na Frienstein v Affensteinech a další.
Německý název pro tuto techniku je Hangel, Dülfer nebo Piaz, anglicky layback nebo v amerických průvodcích najdeme lieback.